# لمسة حنان (فلم)
لمسة حنان هو فيلم درامي مصري من إنتاج سنة 1971، إخراج وإنتاج حلمي رفلة، وتأليف فاروق صبري، ومن بطولة شادية وصلاح ذو الفقار. يُعتبر الفيلم الذي تم تصويره في لبنان هو آخر أعمال الثنائي الأشهر في السينما المصرية؛ صلاح ذوالفقار وشادية.

## ملخص القصة
في بيروت تعمل نادية بإحدى المكتبات، تتعرف على أحمد وصديقه سامي، يعجب أحمد بنادية ويلاحقها، ويتفقان على الزواج ويذهبان إلى والدتها فردوس التي تعمل في أحد الملاهى الليلية. وتكون المفاجأة عندما يكتشف سامي أن فردوس هي صاحبته الأرتست التي تعرف عليها في إحدى غزواته الليلية، ويخبر أحمد بذلك، فيصدم في أمله.

## طاقم التمثيل
- شادية بدور نادية
- صلاح ذو الفقار بدور أحمد
- مريم فخر الدين بدور فردوس
- عبد المنعم إبراهيم بدور سامي
- زين الصيداني
- ناديا حمدي بدور الراقصة
- شفيق حسن
- جوزيف نانو

## وصلات خارجية
- مقالات تستعمل روابط فنية بلا صلة مع ويكي بيانات